# Rems
|  | Per a altres significats, vegeu «Rem». |

Els rems (llatí: Remi) foren un poble gal de la Gàl·lia Belga que vivia a la vora del Sequana (riu Sena) i tenia per capital a Durocòrtorum (Reims). Juli Cèsar diu que eren els més propers als celtes de tots els belgues i diu que el riu Sequana i el riu Matrona (Marne) eren la frontera entre els belgues i els celtes. Els seus veïns eren els suessions.

## Etimologia
El seu nom ha estat interpretat com a « els primers », « els més antics », « els prínceps », potser relacionat amb el fet que, en comparació amb els altres pobles de la Gàl·lia Belga, aquest sembla haver estat arrelat a la zona des de força temps abans. La investigació arqueològica ha posat en relleu la continuïtat cultural de l'assentament a la regió de Reims, com a mínim, des dels temps de la Cultura de Hallstatt.

## Història
Durant la Guerra de les Gàl·lies Cèsar va entrar al seu país des del sud l'any 57 aC i va arribar al Axona (Aisne) que segons diu era als límits amb el rems. A 12 km al nord de l'Aisne, hi havia Bibrax, ciutat dels rems que ocupaven el territori fins al Marne, en mig del qual hi havia Durocòrtorum. Els rems no es van oposar als romans i es van sotmetre al procònsol romà al que van oferir subministraments en gra, i li van donar ostatges i el van rebre a les seves ciutats donant-li tota mena d'ajut contra la resta de belgues i germànics. En canvi els seus aliats els suessions, van estar al costat de la resta dels belgues. En la gran reunió de pobles gals de Bibracte del 52 aC per reunir tropes per portar a Alèsia, els rems no hi van anar i van romandre lleials a Cèsar.
Amb tot això foren afavorits pels romans (Cèsar va imposar el domini dels rems sobre els suessions) i van esdevenir la principal nació de la Gàl·lia passant davant dels hedus i sèquans que eren les nacions més poderoses el 58 aC. Els hedus, però van conservar el seu prestigi entre els pobles gals enemics de Roma dels que eren els capdavanters. Plini el Vell esmenta els rems com poble federat de Bèlgica. Estrabó diu que els rems gaudien del favor dels romans i la seva capital Durocòrtorum era residència ocasional dels governadors romans.